# Steffie van der Peet
Steffie van der Peet, née le 10 juin 1999 à La Haye, est une coureuse cycliste néerlandaise spécialiste de la piste.

## Biographie
Steffie van der Peet a commencé le cyclisme à l'âge de sept ans. Elle a d'abord participé à des courses de cyclo-cross, très populaire aux Pays-BAs. À l'âge de 15 ans, elle rejoint le Centre national de sport olympique néerlandais de Papendal, où elle se spécialise dans les disciplines de vitesse en cyclisme sur piste. Parallèlement à son cursus sportif, elle étudie la biologie à l'Université de Wageningue.
Elle connait ses premiers succès internationaux en 2016, où elle devient avec Hetty van de Wouw championne d'Europe de vitesse par équipes chez les juniors (moins de 19 ans) et remporte le bronze en keirin. Au niveau national, elle s'adjuge trois titres juniors sur piste. L'année suivante, elle est vice-championne du monde du keirin juniors et prend la troisième place du tournoi de vitesse aux championnats d'Europe juniors. 
À partir de 2018, elle court  dans la catégorie des moins de 23 ans. Dès sa première saison, elle remporte la médaille d'argent sur le keirin aux championnats d'Europe espoirs. En 2019, toujours aux championnats d'Europe espoirs, elle ajoute à sa collection deux médailles d'argent en keirin et en vitesse par équipes.
En 2019, elle fait également ses débuts chez les élites. Avec Kyra Lamberink et Shanne Braspennincx, elle est sélectionnée pour disputer la vitesse par équipes aux championnats d'Europe devant son public à Apeldoorn. Elle prend part au premier tour d'une compétition où l'équipe néerlandaise décroche le bronze.

## Palmarès

### Jeux olympiques
- Paris 2024
  - 4e de la vitesse par équipes
  - 10e du keirin

### Championnats du monde
| Épreuve / Édition          | Keirin | Vitesse par équipes |
| Montichiari 2017 (juniors) | Argent |                     |
| Saint-Quentin-en-Yvelines  | Bronze |                     |
| Glasgow 2023               |        | 4e                  |
| Ballerup 2024              | 6e     | Argent              |

### Coupe des nations
- 2022
  - 1re de la vitesse par équipes à Glasgow (avec Kyra Lamberink, Hetty van de Wouw et Laurine van Riessen)
  - 2e de la vitesse par équipes à Milton
  - 3e du keirin à Milton
- 2024
  - 1re de la vitesse par équipes à Milton (avec Kyra Lamberink et Hetty van de Wouw)
  - 2e du keirin à Milton
- 2025
  - 1re de la vitesse par équipes à Konya (avec Kimberly Kalee et Hetty van de Wouw)

### Ligue des champions
- 2022
  - 1re du keirin à Paris
  - 1re du keirin à Londres (I)
  - 3e du keirin à Londres (II)
- 2024
  - 2e du keirin à Apeldoorn (II)
  - 3e du keirin à Paris

### Championnats d'Europe
| Édition / Épreuve          | 500 mètres | Keirin | Vitesse individuelle | Vitesse par équipes                                  |
| Montichiari 2016 (juniors) |            | Bronze |                      | Or (avec van de Wouw)                                |
| Anadia 2017 (juniors)      |            |        | Bronze               |                                                      |
| Aigle 2018 (espoirs)       |            | Argent |                      |                                                      |
| Gand 2019 (espoirs)        |            | Argent |                      | Argent (avec van de Wouw)                            |
| Apeldoorn 2019             |            |        |                      | Bronze (avec Braspennincx et Lamberink)              |
| Apeldoorn 2021 (espoirs)   | Argent     |        |                      |                                                      |
| Granges 2021               |            |        |                      | Or (avec Braspennincx, Lamberink et van de Wouw)     |
| Munich 2022                | 4e         |        |                      | Argent (avec Braspennincx, van de Wouw et Lamberink) |
| Granges 2023               |            | 4e     | 11e                  | Bronze (avec Lamberink et van de Wouw)               |
| Apeldoorn 2024             |            |        |                      | Bronze (avec Lamberink et van de Wouw)               |
| Heusden-Zolder 2025        |            | Or     |                      | Or (avec van de Wouw et Kalee)                       |

### Championnats nationaux
- 2016
  -  Championne des Pays-Bas du 500 mètres juniors
  -  Championne des Pays-Bas de keirin juniors
  -  Championne des Pays-Bas de vitesse individuelle juniors
- 2017
  - 2e du keirin
- 2019
  - 2e du 500 mètres
- 2021
  -  Championne des Pays-Bas de vitesse par équipes
  -  Championne des Pays-Bas du 500 mètres
  - 2e de la vitesse
- 2022
  -  Championne des Pays-Bas de keirin
  -  Championne des Pays-Bas de vitesse
- 2024
  -  Championne des Pays-Bas de keirin
  -  Championne des Pays-Bas de vitesse